# 野上忠興
野上 忠興（のがみ ただおき、1940年（昭和15年） - ）は、日本の政治ジャーナリスト。

## 略歴
1940年に東京府に生まれる。1964年（昭和39年）に早稲田大学政治経済学部政治学科を卒業後、共同通信社へ入社した。同社では社会部、横浜支局を経たのち、1972年（昭和47年）に本社政治部に配属された。政治部では佐藤栄作や田中角栄の首相番として首相官邸の取材を皮切りとして、主に自由民主党清和政策研究会の番記者を長らく担当し、安倍晋太郎と親交した。野党、外務省、2回の自民党各担当キャップを務めたほか、政治部次長、整理部長、静岡支局長などを歴任して2000年（平成12年）に共同通信を退社した。
以降はフリーの政治ジャーナリストとなり、月刊誌や週刊誌で政治レポートを執筆しつつ、早稲田大学エクステンションセンターの講師としての講義や講演活動も行っている。また、2003年（平成15年）前半頃からは安倍晋三の単独インタビューや、安倍家の内情に通じる晋三の乳母兼養育係を務めた久保ウメを取材し、これらを基として晋三の評伝を書籍として複数刊行した。これらは晋三の過去を理解するための拠り所として、多数の書籍に引用され、または参考文献に挙げられている。

## 主な著作
- 気骨　―安倍晋三のDNA― （講談社 2004年）
- ドキュメント安倍晋三　―隠れた素顔を追う― 〈講談社biz〉 （講談社 2006年）
- 安倍晋三　沈黙の仮面　―その血脈と生い立ちの秘密― （小学館 2015年）